# Heinrich Strecker
Heinrich Strecker, född 24 februari 1893 i Wien, död 28 juni 1981, var en österrikisk kompositör.